# St. Bartholomäus (Wartenfels)

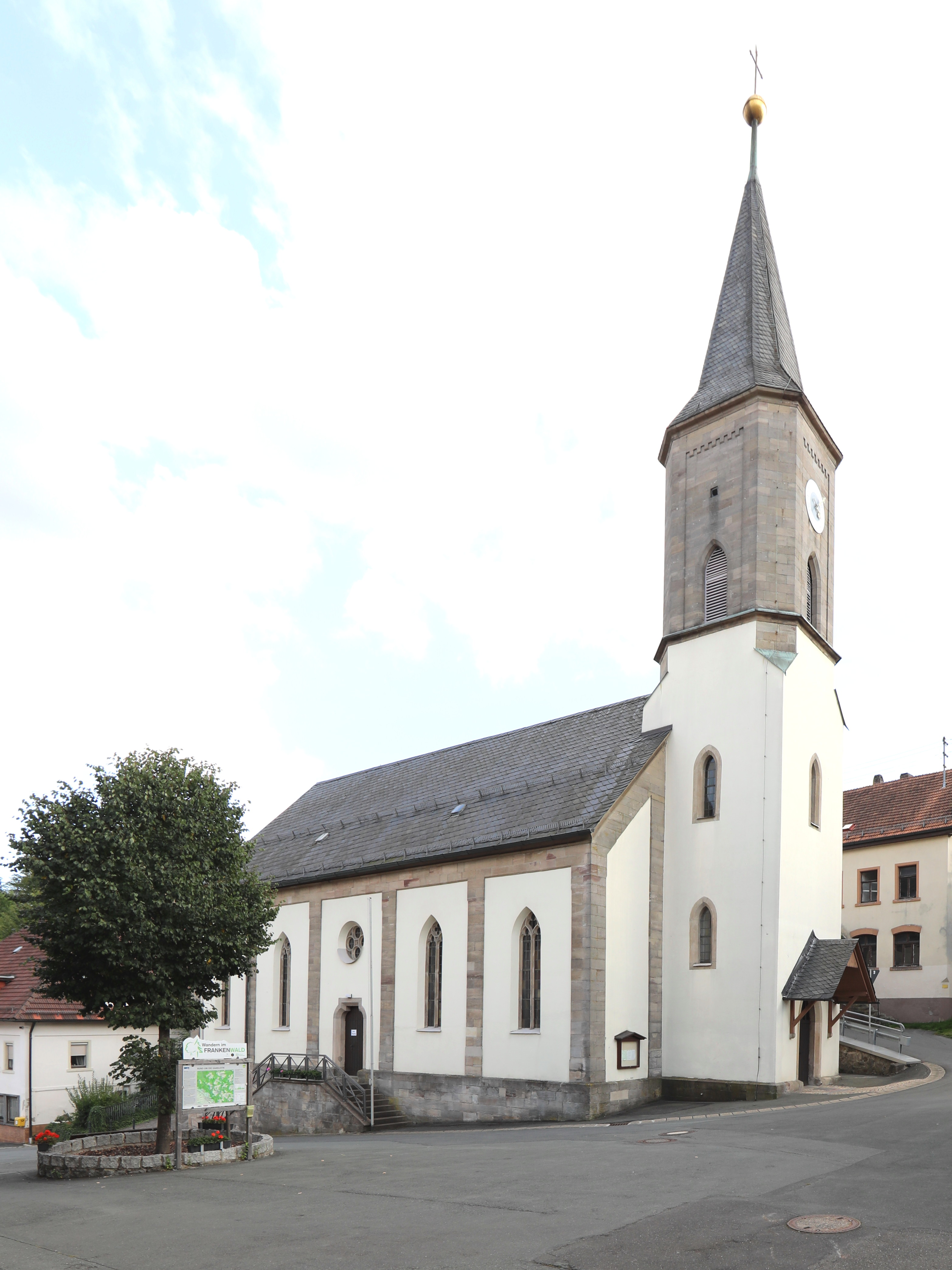
St. Bartholomäus in Wartenfels

Die römisch-katholische, denkmalgeschützte Pfarrkirche St. Bartholomäus steht in Wartenfels, einem Gemeindeteil des Marktes Presseck im oberfränkischen Landkreis Kulmbach (Bayern). Die Kirche wurde 1444 im Verlauf der Waldenfelser Fehde zerstört und anschließend wieder aufgebaut. Die Pfarrei gehört zum Seelsorgebereich Kulmbach im Dekanat Hof des Erzbistums Bamberg.

## Beschreibung
Die verputzte neugotische Saalkirche wurde 1863/64 als Ersatz für das Gotteshaus aus dem 15. Jahrhundert errichtet. Sie besteht aus einem mit Lisenen gegliederten Langhaus, das mit einem Satteldach bedeckt ist, einem eingezogenen, dreiseitig geschlossenen, mit Lisenen gegliederten Chor im Osten und einem Fassadenturm im Westen, dessen beide unteren verputzten Geschosse mit einem achteckigen aus Quadermauerwerk aufgestockt, das die Turmuhr und den Glockenstuhl mit vier Kirchenglocken beherbergt, und mit einem achtseitigen, schiefergedeckten Knickhelm bedeckt wurde. Die Orgel mit 17 Registern, 2 Manualen und einem Pedal wurde 1971 von der Hey Orgelbau als Opus 58 im alten Prospekt von 1864 eingebaut.